# 허리케인 샌디
메이저 허리케인 샌디(영어: Hurricane Sandy)는 2012년 10월 말, 자메이카와 쿠바, 미국 동부 해안에 상륙한 대형 허리케인이다. 메이저 허리케인 샌디는 최대풍속이 초속 50m에 가까울 정도로 엄청난 위력을 발휘했다. 또한 폭풍직경이 최대 1520km로, 종전 기록인 허리케인 이고르의 1480km를 깨고 북대서양 사상 최대 규모의 허리케인으로 기록되었다. 허리케인 샌디가 미국 동부로 접근 중이다는 소식이 들려오자 미국 대통령 버락 오바마와 밋 롬니 대선 후보 등등 여러 대선 후보의 연설이 줄줄이 취소되었다. 10월 29일 오후 8시 (미국 동부 시간)에 뉴저지주 남부 해안에 상륙한 데 이어 온대저기압으로 변질된 이후, 10월 31일 소멸하였다. 한편 허리케인 샌디는 미국 22개 주에 영향을 줬는데, 폭우와 바람 뿐만 아니라 폭설도 기록될 정도로 유별난 허리케인이었다. 또한 11월 30일 현재 미국은 630억 달러, 쿠바는 20억 달러, 총합 약 655억 달러의 피해가 난 것으로 집계되고 있다.

## 이동 경로

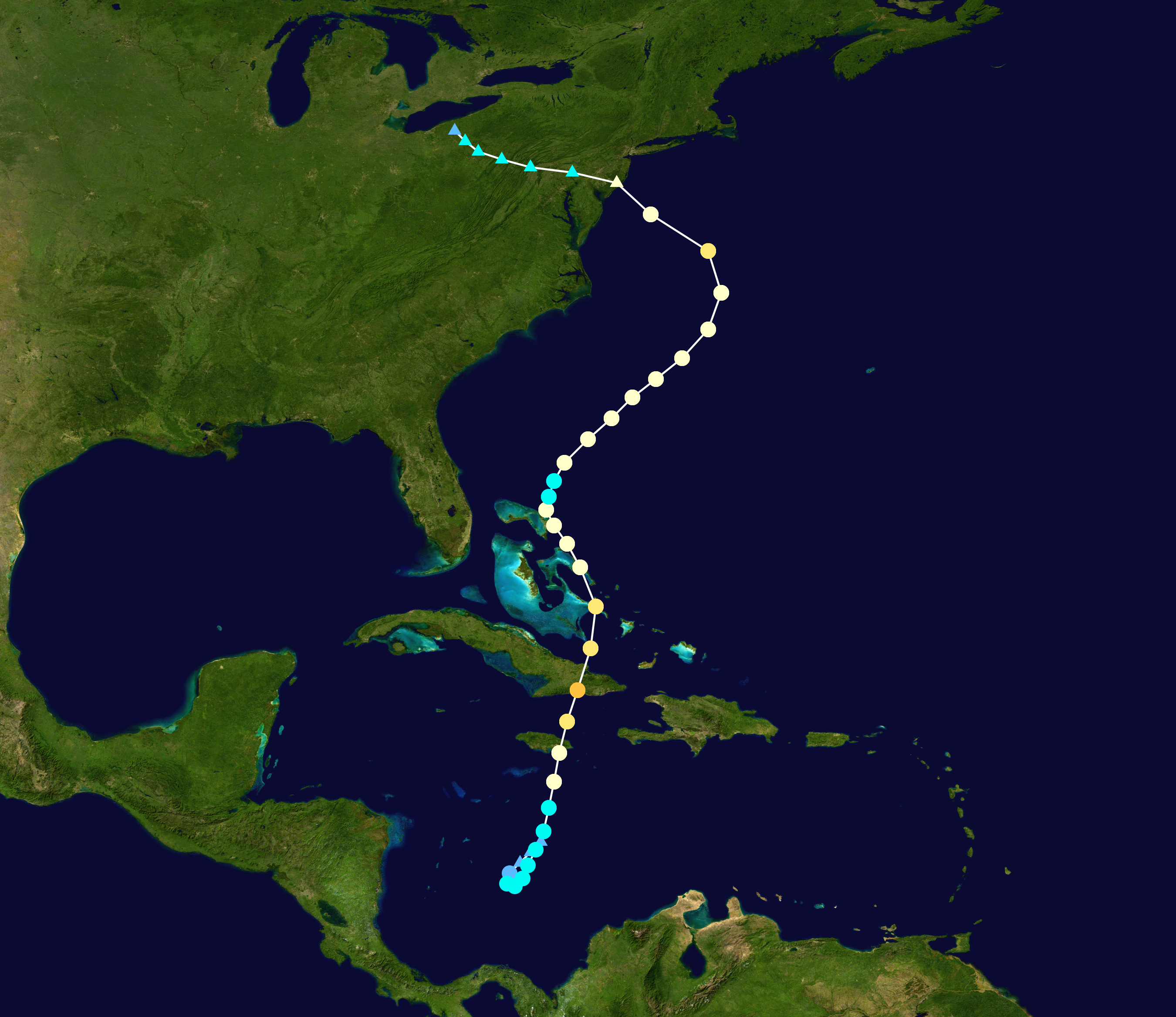
허리케인 샌디의 이동경로

2012년 10월 19일, 열대 파동이 카리브해 동부에서 서진하고 있었다. 10월 20일, 점차 발달하기 시작하여 10월 22일 오후 3시 (UTC)에 이 열대 파동은 제18호 열대저기압으로 지정되었다.
이 열대저기압은 발생할 당시에 멕시코 만에서 동쪽으로 확장된 고기압의 남쪽에 위치하였는데, 이곳은 낮은 윈드 시어와 높은 수온이 있어 급격한 발달이 일어날 수 있는 곳이었다. 10월 22일 밤 열대폭풍 샌디로 발달하였다. 한편 RSMC인 미국 국립 허리케인 센터(이하 NHC)에서는 "매년 지금쯤에 따뜻한 수온의 카리브해 남서부에서 정체되는 현상은 좋은 조짐이 아니다"라고 하여 샌디의 위험성을 조기에 인식했다. 10월 24일 오전, 허리케인의 눈이 발달하기 시작하였다. 그리하여 자메이카 킹스턴 남쪽 105 km 부근에 위치한 열대폭풍 샌디를 허리케인으로 상향 조정하였다.
같은 날 오후 7시 (UTC)에 허리케인 샌디는 시속 130km (70노트)의 풍속으로 킹스턴에 상륙하였다. 다시 카리브해로 진출하여 10월 25일 오전 5시 25분 (UTC)에 쿠바에 상륙하기 전, 풍속이 시속 175km (95노트)로 급격히 발달하여 3등급 허리케인이 되었다. 두 번째 상륙 당시 허리케인 샌디는 직경 37km의 눈을 갖고 있었다. 쿠바를 관통하는 동안에 눈벽 구조가 쇠퇴하여 위성사진으로 눈을 확인할 수 없게 되었다. 쿠바에서 빠져나온 이후에도 건조한 공기와 최대 40노트의 윈드 시어로 약화되었다. 이후 플로리다주에 위치한 중층 저기압(mid-level low)에 의해 허리케인은 북북서진하기 시작했다. 10월 26일 오전이 되자, 대부분의 대류는 윈드 시어에 의해 중심의 북쪽으로 치우쳐져 있었고, 크기가 빠르게 커지기 시작했다. 다음날, NHC에서는 허리케인 샌디에 온대저기압의 특성이 보이고 있다고 발표했다. 그러나 50노트에 달하는 윈드 시어에도 불구하고 약화되지 않았으며, 이후 기압골에 의해 샌디는 북동쪽으로 진루를 틀었다. 10월 27일, 샌디는 잠시동안 열대폭풍으로 약화되었으나, 곧 다시 허리케인으로 발달하였다.
바하마에서 벗어난 후, 허리케인 샌디는 미국 동부 해안에 평행하게 북동진하여 계속 크기를 키웠다. 한때 폭풍경이 1500km 이상까지 커져 북대서양 최대 크기의 허리케인으로 기록되기도 했다. 이로 인해 상륙하지 않은 지역인 노스캐롤라이나주 등지에도 많은 피해를 끼쳤다. 허리케인 샌디는 10월 29일 저녁에 온대저기압으로 지정되면서 뉴저지주 남부 해안에 상륙하였으며, 10월 31일 오후에 소멸하였다.

## 피해

### 카리브해 지역

#### 자메이카
허리케인 샌디는 1988년 허리케인 길버트(Gilbert) 이후 처음으로 자메이카에 직접적인 영향을 주었다. 나무와 전선들은 부러졌고 부실한 집들은 비바람에 의해 크게 손상되었다. 자메이카의 남부 해안에서 떨어진 곳에서 100명 이상의 어부들이 고립되는 사태가 빚어지기도 했다. 킹스턴의 한 마을에서 한 남성이 집을 나가려다가 낙석에 맞아 숨졌다. 자메이카의 유일한 전력 발전소인 자메이카 공공 서비스 회사(Jamaica Public Service Company)에 의하면, 70%의 이용자가 전력이 차단된 상태라고 발표했다. 1,000명 이상의 사람들은 대피소를 찾기도 했다. 또한 자메이카는 국제항공편을 대부분 취소하였고, 경찰은 사람들의 외출을 제한하였다. 피해액은 전국 총합 약 $1650만 달러에 달했다.

#### 히스파니올라
직접적으로 상륙하진 않았지만, 2010년 대지진과 콜레라의 계속된 확산으로부터 복구하고 있던 아이티에서는 최소 52명이 사망하였고, 계속된 비로 인해 약 20만명의 이재민이 발생하였다. 포트살루트(Port-Salut)에서는 강이 범람하여 큰 피해가 발생했다. 수도 포르토프랭스에서는 많은 도로들이 홍수로 인해 잠겼고, "아이티의 남쪽 반이 물에 잠겼다"는 말이 나올 정도로 심각한 피해가 속출했다. 같은 해 8월의 허리케인 아이작 이후로 재정비했던 텐트와 빌딩들은 다시 무너지거나 물이 샜다. 주변국인 도미니카 공화국에서는 두 명이 사망하였고 8,755명이 대피하였다. CNN의 한 리포터에 의하면, 산토도밍고 도로의 70%가 홍수 피해를 입었다.

#### 쿠바
샌디가 상륙하기 전에 이미 약 5만 5천명이 대피하였다. 상륙할 당시에, 샌디는 9미터에 달하는 파도와 2미터의 폭풍 해일을 발생시켜 심각한 해안 홍수를 일으켰다. 쿠바에서는 광범위한 피해가 발생했다. 특히 산티아고데쿠바에서는 피해를 입은 132,733채의 집 중 15,322채는 파괴되었고 43,426채는 지붕을 잃었다. 도시의 대부분의 나무도 피해를 입었다. 샌디로 인해 쿠바에서 11명이 숨졌다. 이는 2005년 허리케인 데니스 이후 허리케인에 의한 사망자 수가 가장 많은 것이다.

#### 기타 지역
푸에르토리코에서는 1명이 강에 휩쓸려 사망하였다.

### 바하마
그랜드바하마 섬에 위치한 한 NOAA 기상관측소에서 74km/h의 풍속(102km/h의 돌풍)을 기록하였다. 바하마에서는 1명이 사망하였다. 윌리엄스 타운(Williams's Town)에서는 집 5채가 심하게 손상되기도 했다.

## 같이 보기
- 허리케인 아이린
- 허리케인 카트리나
- 허리케인 길버트